# 博尼塔 (加利福尼亞州)
博尼塔（英語：Bonita）是位於美國加利福尼亞州聖地牙哥縣的一個人口普查指定地區。

## 地理
博尼塔的座標為32°39′30″N 117°02′07″W / 32.65833°N 117.03528°W，而該地最高點為海拔高度36米（即118英尺）。

## 人口
根據2010年美國人口普查的數據，博尼塔的面積為13.35平方千米，當中陸地面積為12.99平方千米，而水域面積為0.36平方千米。當地共有人口12538人，而人口密度為每平方千米939人。